# Houston Rockets 2005-2006
La stagione 2005-06 degli Houston Rockets fu la 39ª nella NBA per la franchigia.
Gli Houston Rockets arrivarono quinti nella Southwest Division della Western Conference con un record di 34-48, non qualificandosi per i play-off.

## Roster
| N° | Naz.                    | Ruolo | Sportivo        | Anno | Alt. | Peso |
| -- | ----------------------- | ----- | --------------- | ---- | ---- | ---- |
| 1  | Stati Uniti (bandiera)  | A     | Tracy McGrady   | 1979 | 203  | 95   |
| 2  | Stati Uniti (bandiera)  | G     | Luther Head     | 1982 | 191  | 84   |
| 4  | Stati Uniti (bandiera)  | A     | Stromile Swift  | 1979 | 206  | 102  |
| 5  | Stati Uniti (bandiera)  | A     | Juwan Howard    | 1973 | 206  | 109  |
| 7  | Stati Uniti (bandiera)  | G     | David Wesley    | 1970 | 183  | 86   |
| 8  | Stati Uniti (bandiera)  | G     | Derek Anderson  | 1974 | 196  | 88   |
| 9  | Stati Uniti (bandiera)  | G     | Rick Brunson    | 1972 | 193  | 86   |
| 9  | Stati Uniti (bandiera)  | G     | Stephen Graham  | 1982 | 198  | 98   |
| 10 | Stati Uniti (bandiera)  | GA    | Keith Bogans    | 1980 | 196  | 98   |
| 11 | Cina (bandiera)         | C     | Yao Ming        | 1980 | 229  | 141  |
| 12 | Stati Uniti (bandiera)  | G     | Rafer Alston    | 1976 | 188  | 78   |
| 14 | Stati Uniti (bandiera)  | G     | Richie Frahm    | 1977 | 196  | 95   |
| 15 | Polonia (bandiera)      | A     | Maciej Lampe    | 1985 | 211  | 125  |
| 15 | Stati Uniti (bandiera)  | G     | John Lucas      | 1982 | 180  | 75   |
| 18 | Stati Uniti (bandiera)  | A     | Josh Davis      | 1980 | 203  | 107  |
| 20 | Stati Uniti (bandiera)  | G     | Jon Barry       | 1969 | 193  | 88   |
| 25 | Stati Uniti (bandiera)  | G     | Moochie Norris  | 1973 | 185  | 79   |
| 35 | Stati Uniti (bandiera)  | A     | Lonny Baxter    | 1978 | 203  | 118  |
| 40 | Stati Uniti (bandiera)  | A     | Ryan Bowen      | 1975 | 201  | 98   |
| 44 | Stati Uniti (bandiera)  | A     | Chuck Hayes     | 1983 | 198  | 109  |
| 55 | RD del Congo (bandiera) | C     | Dikembe Mutombo | 1966 | 218  | 111  |

## Staff tecnico
- Allenatore: Jeff Van Gundy
- Vice-allenatori: Steve Clifford, Patrick Ewing, Andy Greer, Tom Thibodeau